# Họ Lợn vòi
Họ Lợn vòi (Tapiridae) là một họ gồm các loài động vật có vú guốc lẻ gọi là lợn vòi. Chúng có kích cỡ lớn, ăn thực vật, hình dáng khá giống loài lợn, với vòi ngắn nhưng có thể nắm được. Chúng sinh sống trong các khu vực rừng rậm nhiệt đới của Nam Mỹ, Trung Mỹ và Đông Nam Á. Có bốn loài lợn vòi còn sinh tồn được công nhận, tất cả đều thuộc chi Tapirus. Chúng là lợn vòi Nam Mỹ, lợn vòi Mã Lai, lợn vòi Baird và lợn vòi núi.
Vào năm 2013, một nhóm các nhà nghiên cứu cho biết họ đã tìm thấy một loài lợn vòi thứ năm, lợn vòi Kabomani. Tuy nhiên, sự chấp nhận loài lợn vòi này là một loài riêng biệt vẫn đang là vấn đề gây tranh cãi, và bằng chứng di truyền gần đây cho thấy chúng thật ra thuộc loài lợn vòi Nam Mỹ (T. terrestris). Bốn loài đã được đánh giá (tất cả trừ loài kabomani) trong sách đỏ IUCN là có nguy cơ bị tuyệt chủng hoặc dễ bị tổn thương. Lợn vòi có một số họ hàng tuyệt chủng trong siêu họ Tapiroidea. Họ hàng gần nhất của chúng là những động vật móng guốc lẻ khác, gồm ngựa, lừa, ngựa vằn và tê giác.

## Các loài
Có 4 loài lợn vòi (hoặc 5, nếu tính loài Kabomani):
- Tapirus bairdii: lợn vòi Baird
- Tapirus indicus: lợn vòi Mã Lai
- Tapirus pinchaque: lợn vòi núi
- Tapirus terrestris: lợn vòi Nam Mỹ
- Tapirus kabomani: lợn vòi Kabomani, được phát hiện năm 2013 nhưng vẫn chưa được công nhận.

## Lịch sử tự nhiên
Họ lợn vòi là rất cổ theo các tiêu chuẩn về động vật có vú. Các hóa thạch cổ nhất của heo vòi có niên đại từ các tầng đá thuộc đầu thế Oligocen và thế Eocen, tới 55 triệu năm trước và chứa một loạt lớn các động vật tựa như heo vòi và chúng rất ít thay đổi kể từ đó. Các động vật móng guốc này có thể tìm thấy trên khắp thế giới. Các động vật guốc lẻ, bao gồm cả các loài dạng heo vòi, đã trở thành nhóm thống trị trong số các động vật sống trên đất liền ăn lá cây trong suốt thế Oligocen, và nhiều thành viên của nhóm đã sống sót cho tới tận cuối thế Pleistocen. Người ta tin rằng các loài heo vòi châu Á và châu Mỹ đã phân nhánh vào khoảng 20 tới 30 triệu năm trước và các loài heo vòi châu Mỹ đã di chuyển từ Bắc Mỹ tới Trung và Nam Mỹ vào khoảng 3 triệu năm trước.

## Miêu tả chung

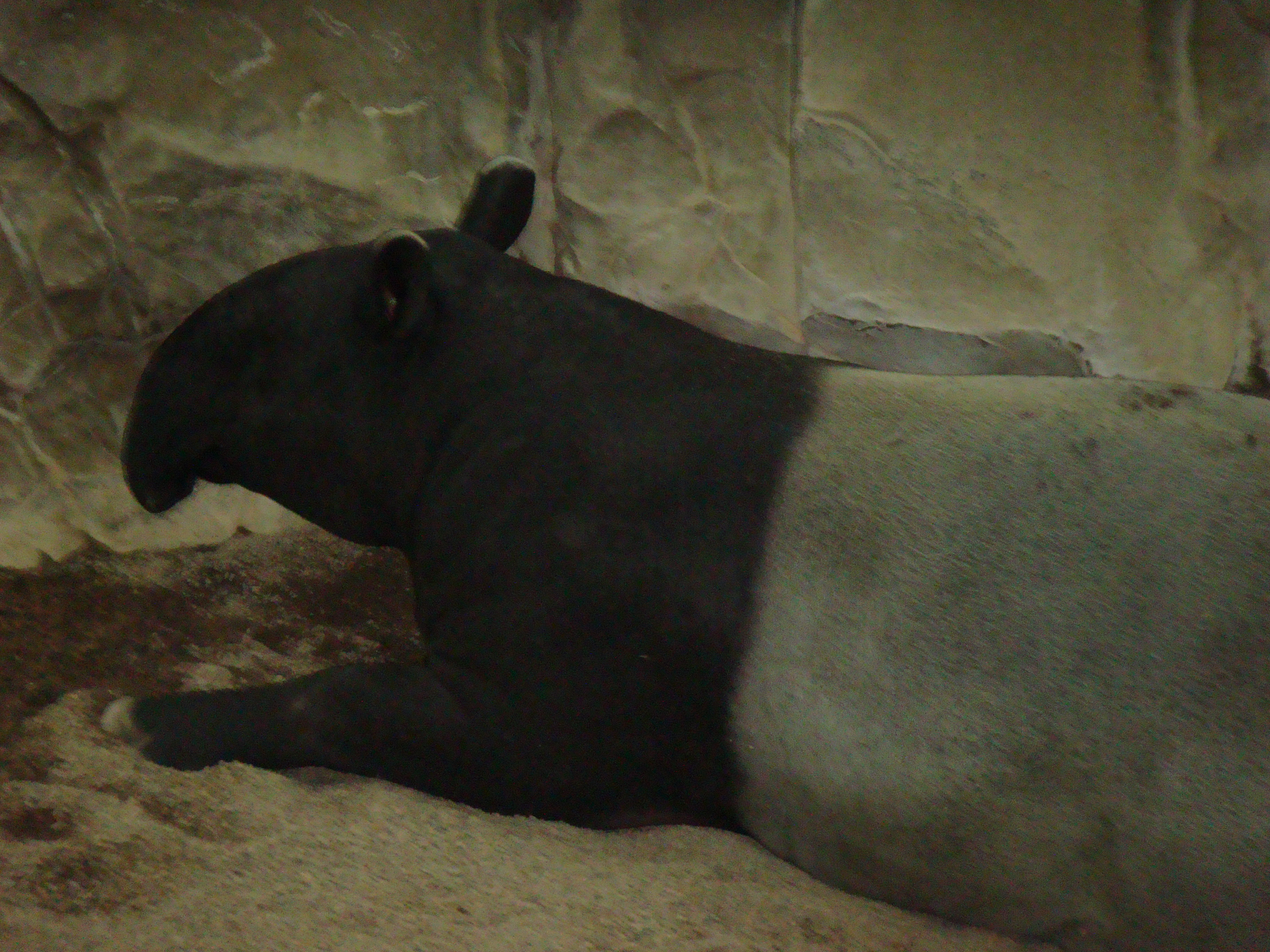
Một con lợn vòi Mã Lai

Kích thước thay đổi giữa các loài, nhưng phần lớn lợn vòi có kích thước dài khoảng 2 m (7 ft), cao khoảng 1 m (3 ft) tính đến vai, và cân nặng khoảng 150 tới 300 kg (330-700 pao). Lớp da có màu từ nâu hung đỏ tới xám hay gần như là đen và bộ lông ngắn, với các ngoại lệ là heo vòi Mã Lai với các vệt trắng hình yên ngựa trên lưng, và heo vòi núi với bộ lông dài dạng như len. Tất cả các loài heo vòi có tai hình bầu dục, rìa tai màu trắng, phần mông tròn lồi ra với đuôi ngắn và các ngón chân móng guốc bẹt, gồm 4 ngón ở các chân trước và 3 ngón ở các chân sau, điều này giúp chúng có thể đi lại ở những chỗ đất mềm và nhiều bùn. Các con heo vòi non đều có bộ da có sọc và đốm để ngụy trang, và mặc dù thoạt nhìn trông chúng khá giống nhau, nhưng vẫn có các khác biệt giữa các kiểu ngụy trang này giữa các loài. Heo vòi cái có một cặp tuyến vú. Dương vật của heo vòi đực khá dài khi cương cứng. Chúng là loài có tỷ lệ kích thước dương vật lớn nhất khi so với kích thước thân trong số các động vật.

## Sinh lý học
Vòi của heo vòi là một cấu trúc có độ mềm dẻo cao, có thể chuyển động theo tất cả các hướng, cho phép chúng có thể lấy lá ở các vị trí mà nếu khác đi thì chúng không thể lấy được. Heo vòi thông thường cũng hay thể hiện phản ứng đánh hơi, một tư thế mà chúng xoăn môi lại để lộ răng ra nhằm phát hiện mùi vị. Phản ứng này thường xuyên được các con đực thể hiện để phát hiện các con đực khác hay các con cái đang động hớn trong khu vực quanh đó. Chiều dài của vòi thay đổi tùy theo loài; heo vòi Mã Lai có vòi dài nhất và heo vòi Brasil có vòi ngắn nhất. Sự tiến hóa của vòi heo vòi, được cấu tạo chủ yếu từ các mô mềm chứ không phải các cấu trúc có xương bên trong, làm cho hộp sộ của họ Tapiridae có hình dạng độc đáo nhất khi so sánh với các loài guốc lẻ khác, với cạnh sống hình mũi mác lớn, các hốc mắt được bố trí kiểu giống như mỏ nhiều hơn, sọ ngắn ở phía sau và các vết rạch kéo dài và thụt vào nhiều hơn.

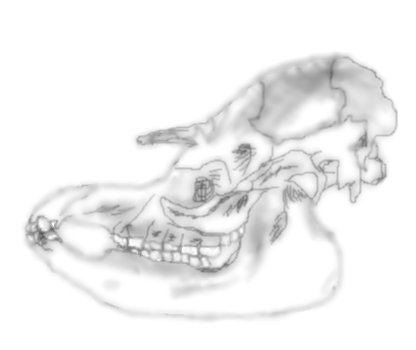
Phác thảo hộp sọ heo vòi, so sánh với heo vòi Mã Lai thể hiện theo hình nhìn nghiêng.

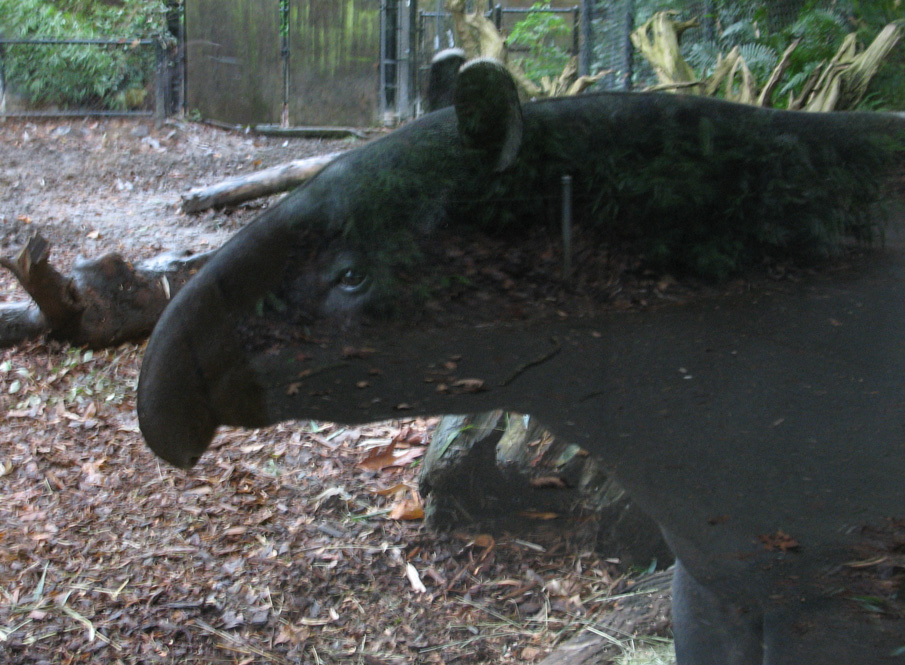

Heo vòi là brachyodont hay các răng có thân răng thấp, thiếu xương răng. Công thức bộ răng của chúng là I (răng cửa) 3/3, C (răng nanh) 1/1, P (răng tiền hàm) 4/3-4, M (răng hàm) 3/3, tổng cộng có từ 42 tới 44 răng; kiểu cấu trúc bộ răng này là gần giống như ở ngựa (có thể có khác biệt là ít hơn 1 răng nanh) hơn là ở các họ hàng guốc lẻ khác: tê giác,. Các răng cửa của chúng có dạng cái chàng (cái đục), với răng cửa thứ ba lớn, răng cửa trên hình nón được tách rời bởi một kẽ hở nhỏ với răng nanh nhỏ hơn đáng kể. Một khe hở lớn hơn được tìm thấy giữa các răng nanh và các răng tiền hàm, trong đó có thể không có răng tiền hàm đầu tiên. Heo vòi là động vật có răng kiểu méo,.
Heo vòi có mắt màu nâu, thường với sắc thái hơi xanh, được xác định là sự đục vẩn giác mạc, chủ yếu thấy ở heo vòi Mã Lai. Nguyên nhân chính xác vẫn chưa rõ, nhưng sự vẩn đục có thể là do bị phơi nhiễm ánh sáng quá mạnh hay do chấn thương . Tuy nhiên, các tai thính của heo vòi và khứu giác phát triển mạnh đã bù lại cho thị giác kém.

## Chu kỳ sống
Các con heo vòi non đạt độ tuổi trưởng thành về mặt sinh dục vào khoảng 3-5 tuổi, với các con cái trưởng thành sớm hơn và chúng có chu kỳ động hớn là 2-3 tháng,. Trong các điều kiện tốt, một con heo vòi cái khỏe mạnh có thể sinh đẻ sau mỗi 2 năm một; một con non được sinh ra sau khoảng 13 tháng mang thai. Tuổi thọ tự nhiên của heo vòi là khoảng 25-30 năm, cả trong tự nhiên lẫn trong vườn thú. Người ta biết rất ít về kiểu giao phối của heo vòi trong tự nhiên: có một số chứng cứ cho thấy heo vòi trưởng thành có một bạn tình duy nhất trong suốt cả đời, nhưng các cặp chỉ sống rất ít thời gian cạnh nhau, ngoài thời gian giao phối. Ngoài thời gian các con mẹ sống cùng các con non của nó thì heo vòi nói chung có cuộc sống đơn độc.

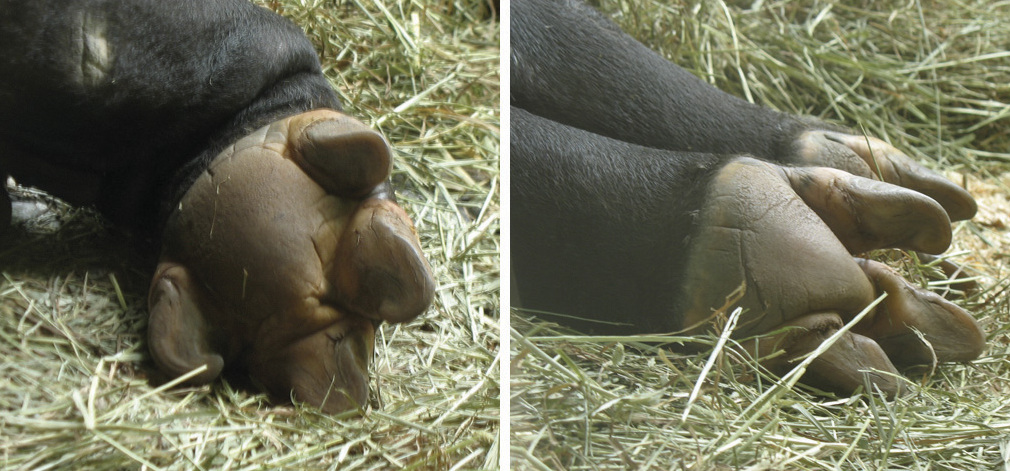
Mặt dưới của chân trước (bên trái, với 4 ngón) và chân sau (phải, với 3 ngón) của heo vòi Mã Lai.

## Hành vi
Mặc dù thường xuyên sống trong các cánh rừng khô, nhưng heo vòi ở những nơi có hồ hay sông thường cũng dành nhiều thời gian dầm mình trong nước, ăn các loại cỏ mềm, tìm nơi trú ẩn khỏi các kẻ thù cũng như làm mát cơ thể trong thời kỳ nóng bức. Những con heo vòi gần các nguồn nước sẽ bơi, lặn xuống đáy và đi dọc theo lòng sông để kiếm ăn, cũng như lặn xuống nước để các loài cá nhỏ bắt các loại sinh vật ký sinh ra khỏi cơ thể đồ sộ của chúng. Cùng với việc lội nước, heo vòi cũng thường dầm mình trong các vũng bùn, giúp chúng làm mát và loại bỏ côn trùng trên cơ thể.

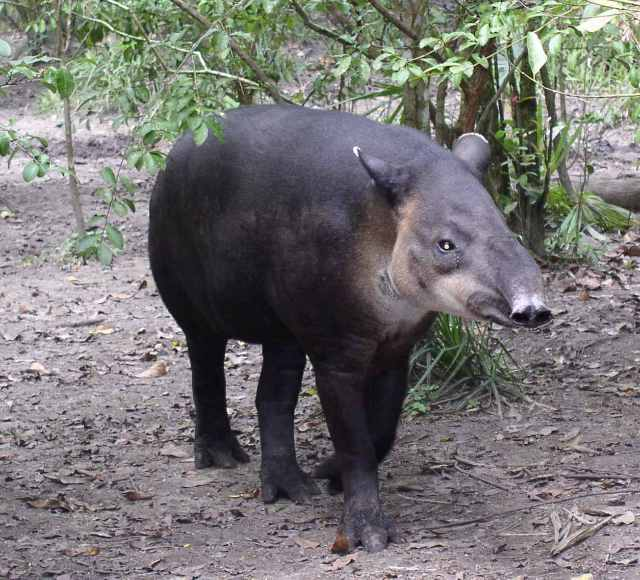
Heo vòi Baird tại Belize

Trong tự nhiên, thức ăn chính của heo vòi là các loại quả, quả mọng hay lá cây, cụ thể là các lá non, mềm. Heo vòi tiêu tốn nhiều thời gian để lục lọi tìm thức ăn dọc theo các đường mòn, dúi mõm xuống đất để tìm thức ăn. Heo vòi Baird đã được quan sát thấy ăn tới 40 kg (85 pao) thức ăn thực vật trong 1 ngày.
Heo vòi chủ yếu đi kiếm ăn về đêm hay lúc hoàng hôn, mặc dù heo vòi núi ở khu vực Andes nói chung chỉ hoạt động tích cực về ban ngày.

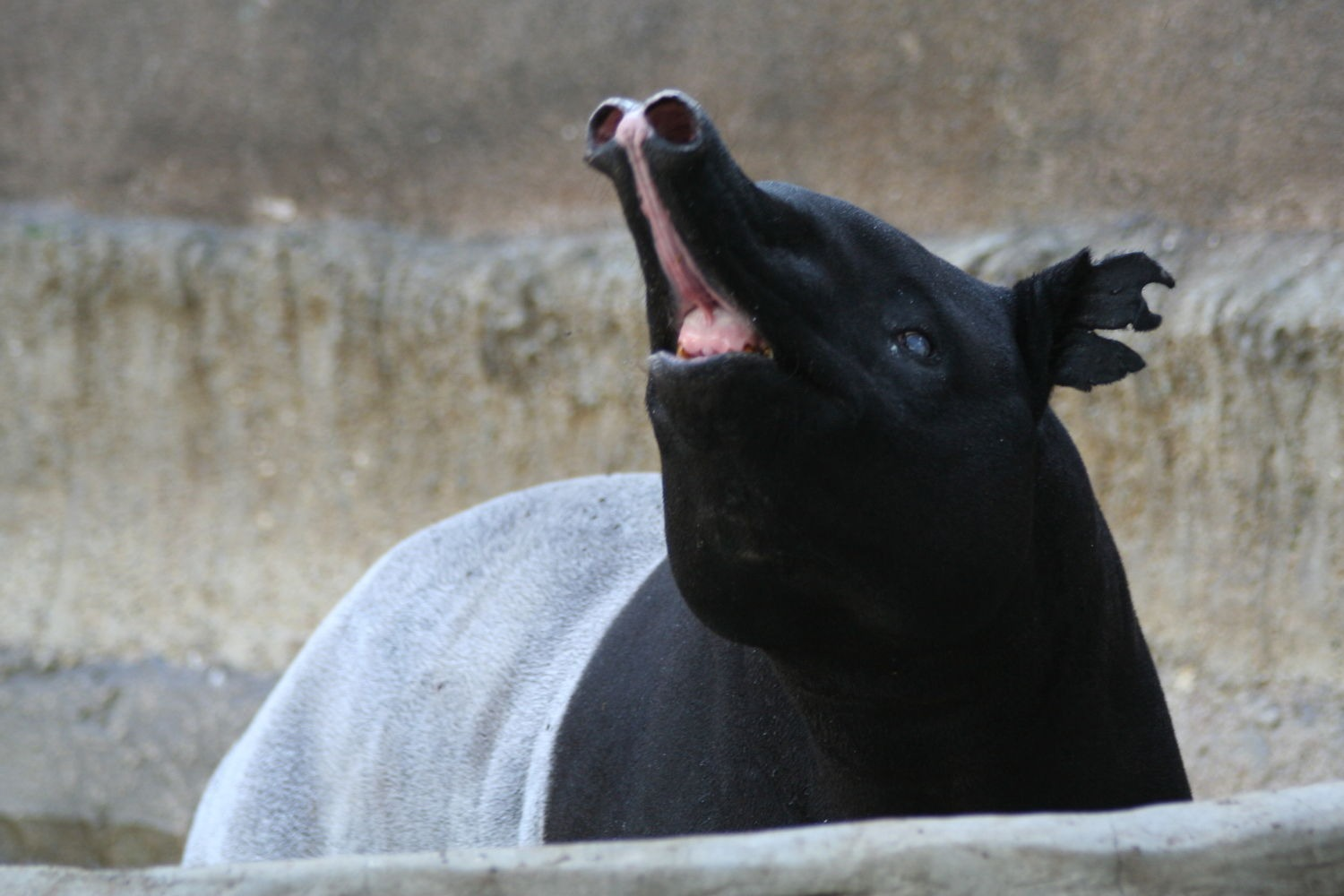
Một con heo vòi Mã Lai trưởng thành tại Vườn thú San Diego.

## Môi trường sống, kẻ thù và tính dễ thương tổn
Heo vòi trưởng thành là đủ to lớn vì thế chúng có rất ít kẻ thù, lớp da dày trên các phần lưng và cổ chúng bảo vệ chúng khỏi các đe dọa từ báo đốm Mỹ, cá sấu, trăn anaconda, hổ. Chúng cũng có khả năng chạy tương đối nhanh, mặc dù kích thước và hình dáng nặng nề, để tìm nơi ẩn nấp trong các bụi rậm trong rừng hay dưới nước. Tuy nhiên, chúng không có vũ khí phòng vệ tin cậy trước mối đe dọa từ con người, là mối đe dọa lớn nhất đối với sự tồn tại của chúng. Việc săn bắn lấy thịt và da đã làm giảm đáng kể số lượng heo vòi và gần đây là sự mất đi môi trường sống đã làm cho cả bốn loài này được liệt kê trong danh sách bảo tồn: Heo vòi Brasil và Mã Lai được liệt kê là dễ thương tổn; còn heo vòi Baird và heo vòi núi là nguy cấp. Heo vòi có xu hướng ưa thích các rừng nguyên sinh và các nguồn thức ăn tìm thấy ở đó, điều này làm cho công tác bảo tồn các rừng nguyên sinh có độ ưu tiên cao trong công tác bảo tồn heo vòi.

## Di truyền học

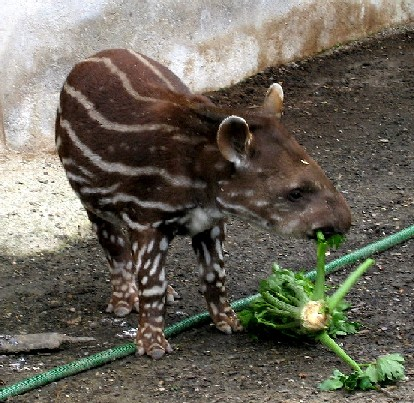
Một con heo vòi Brasil non với đốm và sọc

Bốn loài heo vòi có số lượng nhiễm sắc thể như sau:
| T. indicus    | 2n = 52 |
| T. pinchaque  | 2n = 76 |
| T. bairdii    | 2n = 80 |
| T. terrestris | 2n = 80 |

Lợn vòi, loài có phân bổ địa lý cô lập nhất trong số các loài heo vòi, có số lượng nhiễm sắc thể nhỏ hơn và được tìm thấy là chia sẻ ít tính tương đồng hơn với các loài châu Mỹ. Số lượng thể thường nhiễm sắc được bảo tồn (13 giữa các karyotype của heo vòi Baird và heo vòi Brasi, và 15 giữa heo vòi Baird và heo vòi núi) cũng được tìm thấy ở các loài châu Mỹ mà không tìm thấy ở loài châu Á. Tuy nhiên, sự gần gặn về mặt địa lý không phải là điều kiện tiên tri tuyệt đối của sự tương đồng di truyền; chẳng hạn, các mẫu giemsa cho thấy heo vòi Mã Lai, Baird và Brasil có các nhiễm sắc thể X như nhau, trong khi heo vòi núi lại khác biệt bởi sự thêm vào/bớt đi các tạp sắc.
Sự thiếu vắng tính đa dạng trong bộ gen của các quần thể heo vòi đã là nguồn chính của các e ngại của các nhà bảo tồn. Sự mất đi môi trường sống đã làm cô lập các quần thể heo vòi vốn đã ít ỏi, làm cho các nhóm này càng bị gặp nhiều nguy cơ tuyệt chủng hơn. Thậm chí trong các vườn thú, tính đa dạng gen cũng bị hạn chế; chẳng hạn tất cả các con lợn vòi núi đang nuôi nhốt đều là hậu duệ của hai con bố mẹ ban đầu.

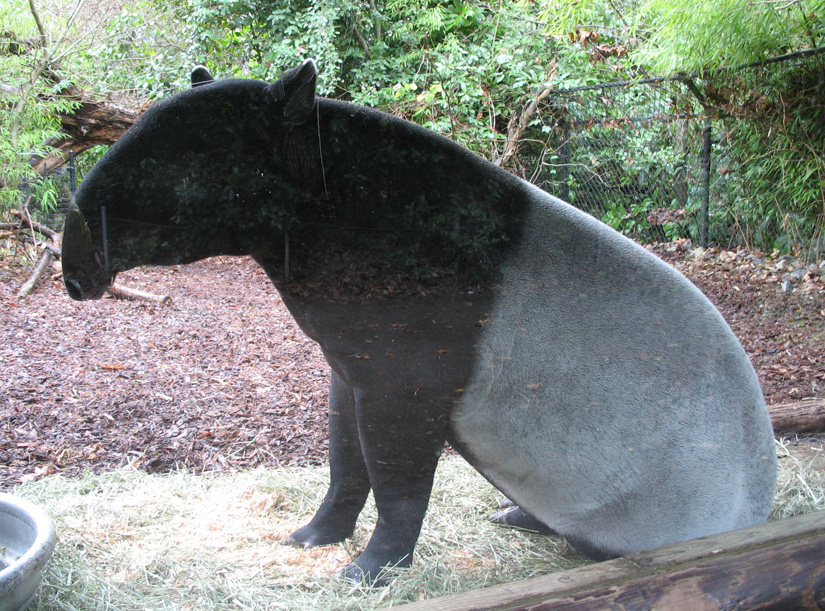
Một con heo vòi Mã Lai trưởng thành đang ngồi

## Tấn công con người
Heo vòi nói chung là các động vật nhút nhát, nhưng khi hốt hoảng, chúng có thể tự bảo vệ chúng bằng các quai hàm rất khỏe của chúng. Năm 1998, một nhân viên vườn thú tại Oklahoma đã bị một con heo vòi cái tấn công và cánh tay của người này đã bị thương nặng do các cú cắn của lợn vòi, khi cô này cố gắng cho các con heo vòi con của nó ăn. Năm 2006, một người đàn ông 46 tuổi đã mất tích trong rừng rậm ở Costa Rica đã được tìm thấy với "vết cắn hiểm" từ một con heo vòi hoang. Tuy nhiên, các vụ tấn công của lợn vòi đối với con người là rất hiếm. Trong phần lớn các trường hợp thì lợn vòi để tránh đối đầu đều tìm cách bỏ chạy, ẩn núp hay nếu có thể là ẩn mình dưới nước cho đến khi mối đe dọa qua đi.

## Lai ghép
Các loại con lai của lợn vòi Baird với heo vòi Brasil đã được sinh ra tại Vườn thú San Francisco vào năm 1968 và thế hệ thứ hai được sinh ra vào khoảng năm 1970.